# Sécheresse nord-américaine de 1988 à 1990
 (mai 2022).
La mise en forme du texte ne suit pas les recommandations de Wikipédia : il faut le « wikifier ».
Les points d'amélioration suivants sont les cas les plus fréquents. Le détail des points à revoir est peut-être précisé sur la page de discussion.
- Les titres sont pré-formatés par le logiciel. Ils ne sont ni en capitales, ni en gras.
- Le texte ne doit pas être écrit en capitales (les noms de famille non plus), ni en gras, ni en italique, ni en « petit »…
- Le gras n'est utilisé que pour surligner le titre de l'article dans l'introduction, une seule fois.
- L'italique est rarement utilisé : mots en langue étrangère, titres d'œuvres, noms de bateaux, etc.
- Les citations ne sont pas en italique mais en corps de texte normal. Elles sont entourées par des guillemets français : « et ».
- Les listes à puces sont à éviter, des paragraphes rédigés étant largement préférés. Les tableaux sont à réserver à la présentation de données structurées (résultats, etc.).
- Les appels de note de bas de page (petits chiffres en exposant, introduits par l'outil «  Source ») sont à placer entre la fin de phrase et le point final[comme ça].
- Les liens internes (vers d'autres articles de Wikipédia) sont à choisir avec parcimonie. Créez des liens vers des articles approfondissant le sujet. Les termes génériques sans rapport avec le sujet sont à éviter, ainsi que les répétitions de liens vers un même terme.
- Les liens externes sont à placer uniquement dans une section « Liens externes », à la fin de l'article. Ces liens sont à choisir avec parcimonie suivant les règles définies. Si un lien sert de source à l'article, son insertion dans le texte est à faire par les notes de bas de page.
- La présentation des références doit suivre les conventions bibliographiques. Il est recommandé d'utiliser les modèles {{Ouvrage}}, {{Chapitre}}, {{Article}}, {{Lien web}} et/ou {{Bibliographie}}. Le mode d'édition visuel peut mettre en forme automatiquement les références.
- Insérer une infobox (cadre d'informations à droite) n'est pas obligatoire pour parachever la mise en page.

Pour une aide détaillée, merci de consulter Aide:Wikification.
Si vous pensez que ces points ont été résolus, vous pouvez retirer ce bandeau et améliorer la mise en forme d'un autre article.
La sécheresse nord-américaine de 1988 à 1990 se classe parmi les pires épisodes de sécheresse aux États-Unis. S'étendant sur plusieurs années, elle a débuté dans la plupart des régions en 1988 et s'est poursuivie dans certaines jusqu'en 1990. La sécheresse a causé des pertes de 60 milliards $US (
130 milliards $US en tenant compte de l'inflation). Elle a occasionné certains des pires tempêtes de poussière depuis 1977 ou les années 1930 dans de nombreux endroits du Midwest des États-Unis, y compris une tempête de poussière prolongée, qui a fermé des écoles dans le Dakota du Sud à la fin de février 1988.
Au printemps, plusieurs stations météorologiques ont établi des records de plus faibles les précipitations mensuelles et de plus long intervalle entre précipitations mesurables, par exemple, 55 jours consécutifs sans précipitations à Milwaukee. Au cours de l'été, deux vagues de chaleur record se sont développées, similaires à celles de 1934 et 1936. Les canicules simultanées ont tué de 4 800 à 17 000 personnes aux États-Unis. Au cours de l'été 1988, la sécheresse a provoqué de nombreux feux de forêt dans l'ouest de l'Amérique du Nord, y compris dans les incendies de 1988 à Yellowstone.
À son apogée, la sécheresse couvrait 45 % des États-Unis, beaucoup moins de superficie que le Dust Bowl des années 1930 qui couvrait 70% des États-Unis. Cependant, elle se classe non seulement comme la plus coûteuse sécheresse de l'histoire des États-Unis, mais aussi parmi l'une des catastrophes naturelles les plus coûteuses de ce pays. Au Canada, les pertes liées à la sécheresse se sont élevées à 1,8 milliard $CAN de 1988.

## Origine
L'ouest des États-Unis a connu une longue sécheresse à la fin des années 1980. Une grande partie de la Californie a connu l'une des plus longues sécheresses jamais observées de la fin de 1986 à la fin de 1992. La situation s'est aggravée en 1988 car une grande partie des États-Unis a également souffert d'une grave sécheresse. En Californie, la sécheresse de six ans s'est terminée à la fin de 1992 sous la forme d'un événement El Niño important dans l'océan Pacifique (et l'éruption du mont Pinatubo en juin 1991 a très probablement causé une persistance inhabituelle) causant alors de fortes pluies.
Après une sécheresse plus douce dans le sud-est des États-Unis et en Californie l'année précédente, la sécheresse de 1988-1990 a touché les États du Mid-Atlantique, le sud-est des États-Unis, le Midwest, le nord des Grandes Plaines et l'ouest des États-Unis. Les vagues de chaleur qui ont accompagné la sécheresse ont tué environ 4 800 à 17 000 américains ainsi que du bétail à travers les États-Unis. Culture de terres marginalement arables, ainsi que pompage des eaux souterraines pour le quasi-épuisement a contribué aux dommages causés par cet événement. La sécheresse a détruit les cultures dans presque tout le pays, les pelouses sont devenues brunes et de nombreuses villes ont déclaré des restrictions d'eau. Plus de 100 mm de pluie utile ont été apportés dans certaines parties du Midwest en septembre 1988 par l'ouragan Gilbert, qui a traversé le Texas et l'Oklahoma sous forme de dépression tropicale, s'affaiblissant à mesure qu'il se déplaçait plus au nord dans le Missouri, et répandant la pluie jusqu'aux Grands Lacs. Dans certaines régions, l'ouragan Gilbert a carrément surmonté la sécheresse, mais d'autres endroits étaient à −6 ou moins sur l'indice de sècheresse de Palmer au début de l'automne 1988 et un changement général dans le schéma qui s'était maintenu pendant les neuf années précédentes. mois ont été nécessaires pour atténuer les impacts hydrologiques de la sécheresse. Les dégâts agricoles ont été essentiellement causés à ce stade, entraînant des prix record pour les produits de base.
Les feux de forêt dans le Parc national de Yellowstone ont brûlé 793 880 acres (3 213 km2) et causé des destructions exceptionnelles dans la région. Pour de multiples raisons, la sécheresse catastrophique s'est poursuivie dans les États du Upper Midwest et du nord des Grandes Plaines en 1989, ne se terminant officiellement qu'en 1990,.
Les conditions sèches se sont poursuivies en 1989, affectant l'Iowa, l'Illinois, le Missouri, certaines parties du Nebraska,, du Minnesota,, du Kansas et de grandes parties du Colorado,. La sécheresse a également touché certaines parties du Canada[citation nécessaire].
À partir du printemps, un régime de vent persistant a amené de l'air chaud et sec au milieu du continent depuis le désert sud-ouest, alors que la plupart des années, l'advection d'air chaud et humide du golfe du Mexique est la règle ; par conséquent, malgré les températures extrêmement élevées, l'élévation de la température apparente n'a pas été aussi grave que ce serait le cas lors de la canicule de 1995.

## Dégâts
La sécheresse de 1988 est la pire sécheresse depuis le Dust Bowl, qui s'est produit plus de 50 ans plus tôt.